# Metatron
Metatron (hebr. מטטרון), arkanđeo u judaizmu, koji se ne pojavljuje u Bibliji, već u ranim hebrejskim mističnim tekstovima. Židovski mistik Elisha ben Abuyah (1. stoljeće) tvrdio je da je Metatron bio jedini anđeo kojemu je bilo dopušteno sjediti u Jehovinom prisustvu. Prema grčkim misliocima, Metatron je djelovao kao Božji savjetnik i kancelar, dok je mistik Johann Andreas Eisnmenger (1654. – 1704.) tvrdio da je Metatronova dužnost bila nadgledanje svih anđela kojima je dijelio zadatke.
Prema kršćanskoj predaji, Metatron je anđeo zapisničar, koji bilježi dobra djela i grijehe u veliku knjigu kako bi se na Sudnji dan svakoga sudilo po zasluženom.